# Streektechniek
Met streektechniek, ook wel rechterhandtechniek genoemd, wordt geduid op alle technieken die gebruikt kunnen worden om een strijkinstrument met de strijkstok te bespelen (con arco). Sommige technieken worden met Italiaanse termen aangeduid, andere met Franse.

## Lijst van streektechnieken
- Col legno, met het hout van de stok strijken of op de snaren tikken
- Detaché, breed heen en weer strijken (streepjes op noten)
- Flautato, boven of vlak bij de hals strijken
- Fouetté, het midden tussen een spiccato op de snaar en een detaché met accenten
- Legato, gebonden strijken (boogjes)
- Martelé, gehamerd op de snaren, waarbij er duidelijk lucht tussen de noten komt
- Pizzicato, spelen zonder de strijkstok, door de snaar weg te laten schieten met de vinger (wordt veel gebruikt, maar is eigenlijk geen streektechniek aangezien de strijkstok niet wordt gebruikt)
- Ricochet, aantal keren laten stuiteren op 1 afstreek of opstreek
- Sautillé, snelle, compacte détache, die door druk en weinig oppervlak gaat stuiteren op de snaar (klinkt als een zeer snelle spiccato)
- Spiccato, springend, stuiterend, kort en licht op de snaar (puntjes op de noot + spicc.)
- Staccato, kort aan de snaar (puntjes op noten + stacc.)
- Sul pont, vlak bij de kam strijken (ook wel: sul ponticello)
- Sul tasto, vlak bij of boven de toets strijken
- Tremolo, de snaar snel na elkaar aanslaan